# Камишли (Благоварський район)
Камишли́ (рос. Камышлы, башк. Ҡамышлы) — присілок у складі Благоварського району Башкортостану, Росія. Входить до складу Удрякбашівської сільської ради.
Населення — 3 особи (2010; 1 в 2002).
Національний склад:
- башкири — 100 %